# Tèsia d'Everett
La tèsia d'Everett (Tesia everetti) és una espècie d'ocell de la família dels cètids (Cettiidae). Es troba a Indonèsia. Els seus hàbitats principals són els boscos tropicals i subtropicals de frondoses humits de les terres baixes i de l'estatge montà, les terres llaurades i les àrees forestals fortament degradades. El seu estat de conservació es considera de risc mínim.
L'epitet específic d'Everett fa referència a Alfred Hart Everett (1848-1898) administrador anglès a Sarawak.